# Le rondini di Montecassino
Le rondini di Montecassino è un romanzo di Helena Janeczek, pubblicato nel 2010.
Il libro è stato tradotto in varie lingue e ha ottenuto numerosi premi letterari: nel 2010 il Premio Nazionale Letterario Pisa, il Premio Sandro Onofri ed è stato finalista al Premio Comisso; nel 2011 ha vinto il Premio Napoli 2011, e il Premio Selezione Bergamo.

## Contenuto
Al centro del libro stanno le quattro battaglie che nel 1944 si svolsero a Cassino. L'autrice, partendo da alcune esperienze avvenute in anni recenti, ricostruisce il quadro storico dell'epoca, soffermandosi in modo particolare sulla presenza neozelandese e polacca, all'interno dello schieramento degli Alleati. La ricerca porta in luce una serie di contraddizioni, derivate dalla percezione che ogni etnia presente sul campo ha verso le altre etnie, siano o meno alleate.
Avviene così che i neozelandesi non siano in guerra per gli attacchi tedeschi all'inghilterra, ma per conquistarsi una cittadinanza fortemente voluta dai Maori, presenti con il loro contingente di volontari; avviene che i polacchi combattano per la libertà della loro terra, doppiamente invasa da russi e tedeschi e si sentano talora troppo in balia degli ordini del comando supremo inglese; avviene anche che le popolazioni italiane siano sentite come nemiche dalle truppe goumiers, militanti a fianco dei francesi per rivendicazioni di cittadinanza, non per torti subiti da parte di coloro che sono divenuti vittime della loro ferocia..
Vari decenni più tardi, alcuni giovani, desiderosi di comprendere meglio le ragioni che portarono i loro antenati o i parenti collaterali a tante peripezie e sofferenze, cercano con enorme pazienza i fili della storia, riportano alla luce, salvandole, le testimonianze che erano state così a lungo sommerse.

## Edizioni
- Helena Janeczek, Le rondini di Montecassino, Parma, Guanda, 2010.